# 明田弘司
明田 弘司（あけだ こうし、1922年12月 - 2015年8月12日）は広島県呉市出身の写真家。原子爆弾の被害から復興する広島市を撮り続けた。

## 人物
呉市の劇場「弁天座」の4男として生まれる。戦時中、軍属として航空写真に従事。終戦後2ヶ月で帰国したが、呉市の生家は空襲で焼失、広島市の勤めていた会社は原子爆弾で焼失。大竹市の母方の実家に身を寄せることになったが、そこは営業写真館だった。
1947年（昭和22年）に全日本写真連盟に加盟。1948年（昭和23年）に広島市で現在のヒロシマ・フォト・サービスを開業し、DPEと占領軍キャンプでのオーストラリア兵との撮影を業務とした。原子爆弾は全日写連の指導者たちや、会員の写真機材や暗室などの大半を一瞬で奪い取ってしまった。よって広島県の全日写連は活動停止の状態だった。1948年（昭和23年）に全日写連の県本部委員になると同時に組織の再建を呼びかけたところ、梶川祐治ら約10人の同志が集まった。このグループでヒロシマ・フォト・クラブを結成し会長に就任。新生県本部の第一歩を踏み出した。
1955年（昭和30年）頃出生地の呉市で福田全伸という同志をえ、呉支部が発足した。
1956年（昭和31年）、県本部委員長と関西本部委員を兼任。
1965年（昭和40年）には数年の努力の末、広島県美術展での写真部開設を実現させた。
1969年（昭和44年）に県本部月例会をスタートさせ、その結果を毎月朝日新聞に紹介されるようになった。
2015年8月12日、肺炎のため広島市中区の病院で死去。

## 活動
雑誌・個展などで作品を発表。
朝日新聞地方版では、撮影した広島県の文化財が100回連続で掲載された。
著書「昭和二十年代→三十年代　百二十八枚の広島」（南々社）は、広島県内の書店の週の売り上げ部数1位となる。
- 全日本写真材料商組合連合会中国地区連盟　連盟長
- 全日本写真連盟広島県本部委員長。
- 広島県写真連盟会長。
- 広島県カメラ商業組合理事長
- 広島県美展審査委員長
- 広島市観光協会　広島祭委員会　常任理事

## 主な受賞歴
写真専門各誌のコンテストへの入賞歴多数。
- 国際写真サロン主催の芸術写真コンテスト入選３回。
- 朝日新聞社社長表彰（写真文化功労者）
- 広島県知事表彰（中小企業振興功労者）
- 広島市長表彰（業界振興功労者）
- 広島市長表彰（産業経済発展功労者）
- 広島市長表彰（文化振興功労者）
- 勲五等瑞宝章受章（中小企業振興功労者）

## 著書
- 『昭和二十年代→三十年代 百二十八枚の広島』南々社、2009年8月1日　ISBN 9784931524736